# Metropolia Cuiabá
Metropolia Cuiabá – metropolia Kościoła rzymskokatolickiego w Brazylii. Składa się z metropolitalnej archidiecezji Cuiabá oraz siedmiu diecezji i prałatury terytorialnej. Została erygowana 10 marca 1910 konstytucją apostolską Novas constituere papieża Piusa X. Od 2004 godność arcybiskupa metropolity sprawuje abp Mílton Antônio dos Santos.
W skład metropolii wchodzą:
- Archidiecezja Cuiabá
  - Diecezja Barra do Garças
  - Diecezja Diamantino
  - Diecezja Juína
  - Diecezja Primavera do Leste–Paranatinga
  - Diecezja Rondonópolis–Guiratinga
  - Prałatura terytorialna São Félix
  - Diecezja São Luíz de Cáceres
  - Diecezja Sinop

Prowincja kościelna Cuiabá tworzy region kościelny Oeste II, zwany też regionem Mato Grosso.

## Metropolici
- Carlos Luiz d’Amour (1910 – 1921)
- Francisco de Aquino Correa (1921 – 1956)
- Orlando Chaves (1956 – 1981)
- Bonifácio Piccinini (1981 – 2004)
- Mílton Antônio dos Santos (2004 – 2022)
- Mário Antônio da Silva (od 2022)